# Morris (Alabama)
Morris – miasto w Stanach Zjednoczonych, w stanie Alabama, w hrabstwie Jefferson. W roku 2023 miasto zamieszkiwało 2249 osób, a gęstość zaludnienia wynosiła 284,7 osoby/km².